# Polyipnus parini
Polyipnus parini är en fiskart som beskrevs av Borodulina, 1979. Polyipnus parini ingår i släktet Polyipnus och familjen pärlemorfiskar. Inga underarter finns listade i Catalogue of Life.